# Personengesellschaft mit beschränkter Haftung
Die Personengesellschaft mit beschränkter Haftung (z. T. auch Privatgesellschaft mit beschränkter Haftung, kurz PGmbH oder GmbH, im flandrischen Teil Belgiens als Besloten Vennootschap met Beperkte Aansprakelijkheid (BVBA), im französischsprachigen Teil als Société Privée à Responsabilité Limitée (SPRL)) war eine Körperschaft des belgischen Rechts: Sie bezeichnete eine Personengesellschaft, die anders als die Gesellschaft bürgerlichen Rechts (Deutschland) (GbR), wie bei der deutschrechtlichen Gesellschaft mit beschränkter Haftung (GmbH) allein mit ihrem Gesellschaftsvermögen haftete. Nach deutschem Recht kann eine der PGmbH vergleichbare GbR mbH nicht gegründet werden (vgl. BGH NJW-RR 2005, 400), die Haftungsbeschränkung nur auf Individualvereinbarung begründet werden. Die PGmbH konnte durch einen Alleingesellschafter gegründet werden. Der Gründungsakt war notariell zu beurkunden.
Die Stammeinlage musste mindestens 18.550 Euro betragen, davon musste ein Drittel auch eingezahlt werden. Der Gesellschaftsvertrag war beim zuständigen Registergericht eingetragen.
Mit Wirkung zum 1. Januar 2024 mussten die Gesellschaften in eine Gesellschaft mit begrenzter Haftung (société à responsabilité limitée, SRL) umgewandelt werden.